# ريتشارد فرانس (ممثل)
ريتشارد فرانس (بالإنجليزية: Richard France)‏ هو ناقد سينمائي وصحفي وممثل أمريكي، ولد في 5 مايو 1938 في بوسطن في الولايات المتحدة.

## وصلات خارجية
- ريتشارد فرانس على موقع IMDb (الإنجليزية)
- ريتشارد فرانس على موقع ميتاكريتيك (الإنجليزية)
- ريتشارد فرانس على موقع روتن توميتوز (الإنجليزية)
- ريتشارد فرانس على موقع قاعدة بيانات الفيلم (الإنجليزية)
- ريتشارد فرانس على موقع كينوبويسك (الروسية)